# 緋紅女巫
緋紅女巫（英語：Scarlet Witch）是一位出現在漫威漫畫中的超級反派和超級英雄，於漫畫的白銀時代登場，原本是著名連載系列《X戰警》的其中一位變種人反派角色，後來與雙胞胎弟弟快銀（以原作漫畫設定為主，電影並非原作，電影的改編設定下面已有提及）洗心革面加入復仇者聯盟並成為經典成員。

## 人物
汪達·馬克希莫夫（Wanda Maximoff）是快銀的雙胞胎姊姊，比快銀早出生30秒，是萬磁王的女兒，於2014年底的漫畫連載中修改了設定，緋紅女巫和快銀是終極進化（High Evolutionary）基因實驗產生的基因改造人，並非變種人，並且有一位之前未曾登場的雙胞胎姊妹。
緋紅女巫和快銀曾加入萬磁王的變種人兄弟會，但他們對萬磁王的所作所為有很大的牴觸並產生反感，之後改邪歸正，加入復仇者聯盟並成為美國隊長的得力助手，共同打擊邪惡。緋紅女巫曾與另一位著名的女巫阿加莎·哈克尼斯學習魔法。
緋紅女巫的丈夫幻視是一名生化人。緋紅女巫想要一個孩子，但擁有機械身體的幻視給不了他。萬念俱灰的緋紅女巫將潛意識中對幸福的渴望扭曲成幻想，於是如精神分裂般地認為自己子孫滿堂。
一個歐米茄級別的變種人的心理異常波動對於其他復仇者來說極其危險。復仇者們由於擺脫不了緋紅女巫的精神干擾而紛紛失控。緋紅女巫的第一次精神崩潰直接導致了復仇者解散，二代蟻人、鷹眼和幻視都在這次事件中死去；第二次精神崩潰則把整個世界變成烏托邦，直接導致變種人的人口從一百萬驟減至182人。
緋紅女巫在精神上是脆弱的，身為一名變種人，她的力量不是通過悟性獲得的，一旦精神異常便會傷及無辜。在緋紅女巫將世界恢復之前，她歇斯底里地喊出這樣一句話：「No more mutants!（再無變種人）」。

## 能力
在2015年出版的漫畫《不可思議的復仇者聯盟》中的一個故事顯示，汪達從來都不是一名變種人，儘管其他人的假設和某些科學測試表明了這一點。她和快銀的超人特質讓她能夠直接獲得魔法能量來源的基因是至高進化在嬰兒時期對他們進行實驗的結果。這與寇特·布賽克對她的能力的解釋是一致的，只是改變了“突變體”的分類。
在2016-2017年的《緋紅女巫系列》漫畫中證實了汪達天生便擁有使用巫術的能力，這是她從家庭中其他成員那裡繼承的特質。至高進化的基因篡改技術亦讓她能夠更直接地獲得魔法能量，使她比原來更強大，但這並不是她魔法能力的唯一原因。
緋紅女巫的力量來自於宇宙成形之初三股古老且強大的力量「鳳凰之力」、「混沌之力」和「妖精之力」中的「混沌之力」，不過不管原著中的緋紅女巫一開始因為變種人或後來因為基因實驗的關係，但因為她跟「黑鳳凰」一樣作為一個強大的「載體」，所以繼承了「混沌之力」；而原著繼承的起因是汪達正好是在封印地球最早的黑魔法大師「曲桑恩」的地方出生的，她受到曲桑恩的影響獲得混沌之力，而「駕馭混沌之力」是一項連奇異博士都不了解的魔法，擁有「扭曲現實」的能力。

## 其他媒體

### 電影
- 漫威電影宇宙：緋紅女巫被改編成快銀的雙胞胎妹妹，能力改為由史特拉克男爵對雙胞胎使用洛基的奇塔瑞權杖進行人體實驗後獲得（2021年改為與生俱來並在人體實驗中覺醒），由伊莉莎白·歐森飾演。
  - 《美國隊長2：酷寒戰士》（2014年）：片尾客串
  - 《復仇者聯盟2：奧創紀元》（2015年）
  - 《美國隊長3：英雄內戰》（2016年）
  - 《復仇者聯盟3：無限之戰》（2018年）
  - 《復仇者聯盟4：終局之戰》（2019年）
  - 《奇異博士2：失控多重宇宙》（2022年）

### 電視
- 漫威電影宇宙：由伊莉莎白·歐森回歸飾演汪達·馬克希莫夫。
  - 《汪達幻視》（2021年）[2][3][4][5][6]：正式獲得「緋紅女巫」的稱號。
  - 《無限可能：假如…？》第一季（2021年）[7]：動畫劇集，無配音演出。
  - 《喪屍英雄》（2025年）：動畫劇集。

### 遊戲
- 《漫威英雄 Online》：玩家創角時可選擇緋紅女巫為遊戲角色，或另付費購買。
- 《MARVEL未來之戰》：手機遊戲，緋紅女巫是玩家可使用角色之一。[8]
- 《漫威超級戰爭》：手機遊戲，緋紅女巫是玩家可使用的角色之一，定位為能量型英雄。
- 《MARVEL未來革命》
- 《漫威午夜之子》
- 《漫威爭鋒》：由凱特·希金斯配音。

## 出版歷史
首次登场：《X-Men》#4（1964年3月出版）